# LTT 9779
LTT 9779是位於玉夫座的一顆G型主序星，距離太陽系 264光年（81秒差距）遠。這顆恆星的半徑約為太陽半徑的95%，質量與太陽大致相同，但比太陽年輕17億歲，因此光度較低（大約是 0.7 L☉）。它表面的有效溫度為5,443 K（5,170 °C；9,338 °F），自轉週期為45地球日。已知LTT 9779有一顆系外行星環繞著。

## 命名法
「TT9779」的名稱來自魯坦的星表，該星表是關於高自行恆星的特殊星表。
2022年8月，該行星系統被列入第三個IAU100太陽系外世界命名活動的20顆系外行星的第3顆。由哥倫比亞的一個團隊提議獲得批准的名稱於2023年6月公佈。LTT 9779命名為「Uúba」，其行星命名為「Cuancoá」。名稱源自烏瓦語的單詞：「Uúba」可以是「恆星」、「種子」或「眼睛」；「Cuancoá」是晨星的名稱。

## 行星系統
於2020年發表使用TESS發現的系外行星LTT 9779b。
它是一顆超熱海王星，質量約為地球的29倍，半徑約為4.7倍，軌道週期不到一地球日。這些參數使它成為以之為數不多的海王星沙漠成員之一。使用史匹哲太空望遠鏡進行的觀測量測了該行星白天的溫度為2,305 K（2,032 °C；3,689 °F），CHEOPS的觀測表明，這顆行星具有高度的反射性，反照率為80%。
在LTT 9779 b被確認之前，2019年發表的一項基於凌日時間變分法的研究，提出了系統中的第二顆候選行星，但這一點尚未得到證實，同時確認對LTT 9779 b的研究沒有發現凌日時間變化的證據:23。
| 成員 (依恆星距離) | 质量                | 半長軸 (AU)              | 轨道周期 (天)       | 離心率 | 傾角        | 半径         |
| ----------------- | ------------------- | ------------------------ | ------------------- | ------ | ----------- | ------------ |
| b / Cuancoá       | 29.32+0.78 −0.81 M⊕ | 0.01679+0.00014 −0.00012 | 0.7920520±0.0000093 | <0.01  | 76.39±0.43° | 4.72±0.23 R⊕ |